# 蕩婦卡門
《蕩婦卡門》是一部由文森·阿藍達執導的2003年西班牙劇情片，文森·阿藍達與若阿金·約爾達共同創作的劇本是改編自普羅斯佩·梅里美於1845年出版的同名中篇小說《卡門》。阿藍達的劇本是依據原作小說所描述的關於妒忌與激情的故事，並非依照喬治·比才的歌劇《卡門》，後者對卡門和荷西的愛情故事作了細節上的改變。依據原本的小說所述，作者梅里美（在本片中由傑·班迪特飾演）以一位法國作家的身份在19世紀初期的西班牙找到了「眞正」的卡門。

## 主要角色
- 帕姿·薇閣 飾 卡門
- 李奧納多·斯巴拉格利亞（英语：Leonardo Sbaraglia） 飾 荷西
- 傑·班迪特（英语：Jay Benedict） 飾 普羅斯佩·梅里美

## 腳註
1. ↑  Majarín, Una Vida de Cine, p. 484

## 外部連結
- 互联网电影数据库（IMDb）上《蕩婦卡門》的资料（英文）
- AllMovie上《蕩婦卡門》的资料（英文）
- 爛番茄上《蕩婦卡門》的資料（英文）
- Yahoo奇摩電影上《蕩婦卡門》的資料（繁體中文）
- 開眼電影網上《蕩婦卡門》的資料（繁體中文）